# Monson (Maine)
Monson – miasto w Stanach Zjednoczonych, w stanie Maine, w hrabstwie Piscataquis.